# Mayen
Mayen là một thị xã ở huyện Mayen-Koblenz trong bang Rheinland-Pfalz, phía đông vùng núi lửa Eifel. Ngoài thị xã chính, có các khu định cư sau thuộc Mayen, they are: Alzheim, Kürrenberg, Hausen-Betzing, Hausen và Nitztal. Mayen là trung tâm hành chính của Vordereifel ‘Đô thị tập thể’.
Phía đông, bắc và tây nam là khu vực nông thôn. Phía đông bằng phẳng.
Sông Nette chảy qua thị xã từ Eifel đến Weißenthurm trên sông Rhine.

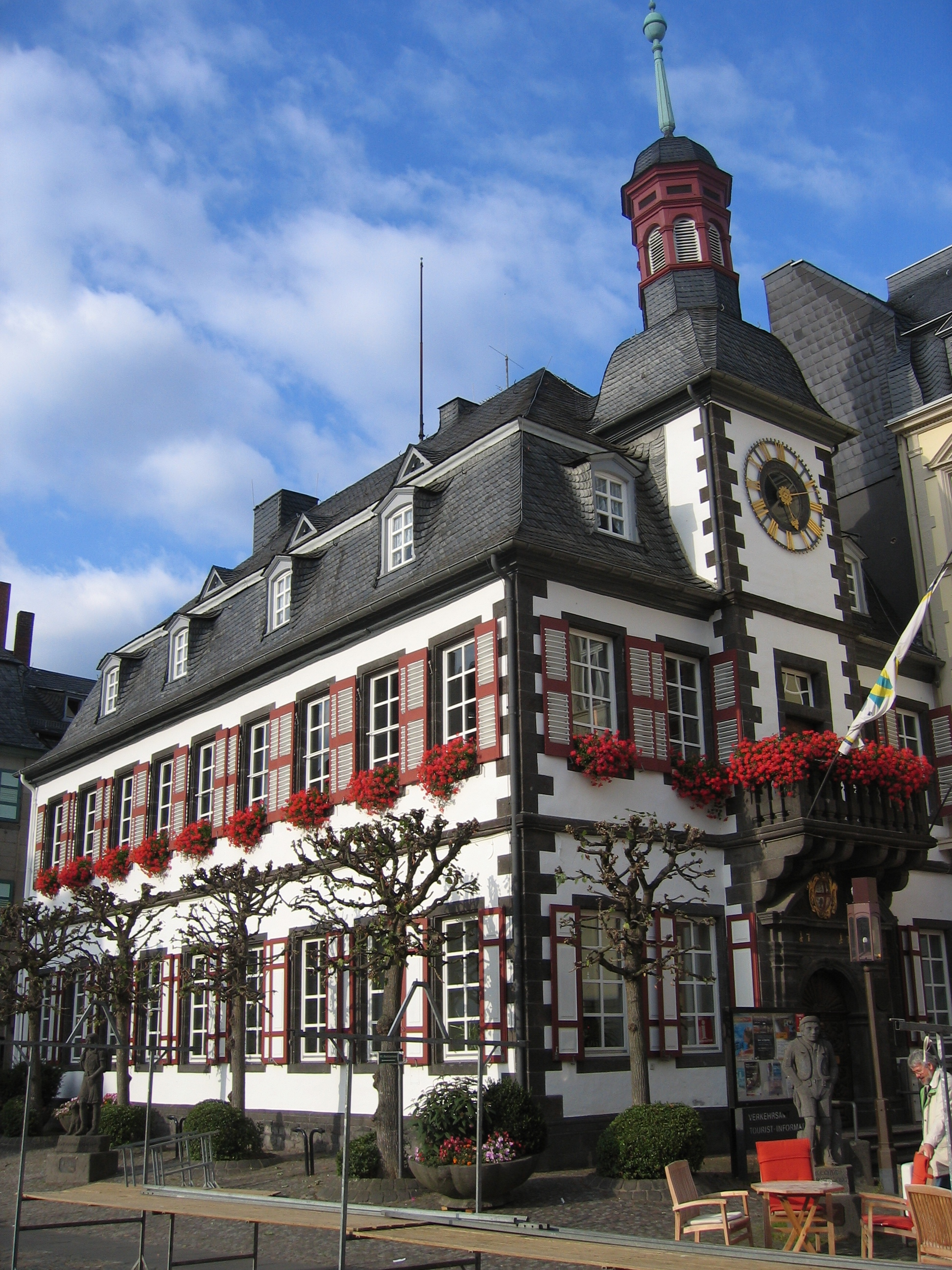
Toà thị chính cũ của Mayen

## Nhân vật địa phương nổi bật
- Karl Uller, (1872-1959), nhà vật lý học
- Emmy Kreiten-Barido, (1894-1985) ca sĩ
- Reinhard Saftig
- Mario Adorf, tác gia
- Heinrich Alken, họa sĩ
- Christoph Friedrich Heinle, nhà thơ
- Balthasar Krems, nhà phát minh máy khâu
- Winfried Schäfer, cầu thủ bóng đá
- Hans-Ludwig Schilling, nhà soạn nhạc
- Anne Spurzem, nhà chính trị
- Anton Woger, nhà điêu khắc
- Stephan Ackermann, linh mục
- Dominik Meffert, tuyển thủ tennis
- Nadja Jennifer Maniotis, ca sĩ, diễn viên